# Samba Sambero (musikalbum)
Samba Sambero är ett album av den svenska sångerskan Anna Book. Albumet släpptes den 14 mars 2007.

## Låtlista
1. Samba Sambero
2. Bara för en dag
3. Jag har sett en främling
4. Ven a bailar conmigo
5. Ain't That Just the Way
6. Lycklig och redo
7. Kom
8. Sway
9. Dansar med kärleken
10. Andalucia
11. Natural Woman
12. ABC
13. Killsnack
14. Det finns en morgondag

## Listplaceringar
| Lista (2007) | Topplacering |
| ------------ | ------------ |
| Sverige      | 38           |

### Fotnoter
1. ↑  ”Samba Sambero”. Svensk mediedatabas. 25 juni 2007. http://smdb.kb.se/catalog/id/002084097. Läst 5 maj 2011.
2. ↑  ”Samba Sambero”. Swedishcharts. 25 juni 2007. http://swedishcharts.com/showitem.asp?interpret=Anna+Book&titel=Samba+Sambero&cat=a. Läst 14 april 2011.